# Lepiota hystrix
Lepiota hystrix (Frits Hansen Møller și Jakob Emanuel Lange, 1940), sin. Echinoderma hystrix ((Frits Hansen Møller și Jakob Emanuel Lange, 1940 ex Marcel Bon, 1991), din încrengătura Basidiomycota, în familia Agaricaceae și de genul Lepiota este o specie saprofită de ciuperci necomestibile. O denumire populară nu este cunoscută. Specia rară trăiește în România, Basarabia și Bucovina de Nord de la câmpie până în regiuni submontane, dar nu alpine, izolată sau în grupuri mici, pe sol umed și humos, adesea pe lângă lemn mort îngropat,  în păduri de foioase, mixte și zăvoaie precum pe mulci deja tare descompus. Timpul apariției este din (iunie) iulie până în octombrie (noiembrie)

## Taxonomie

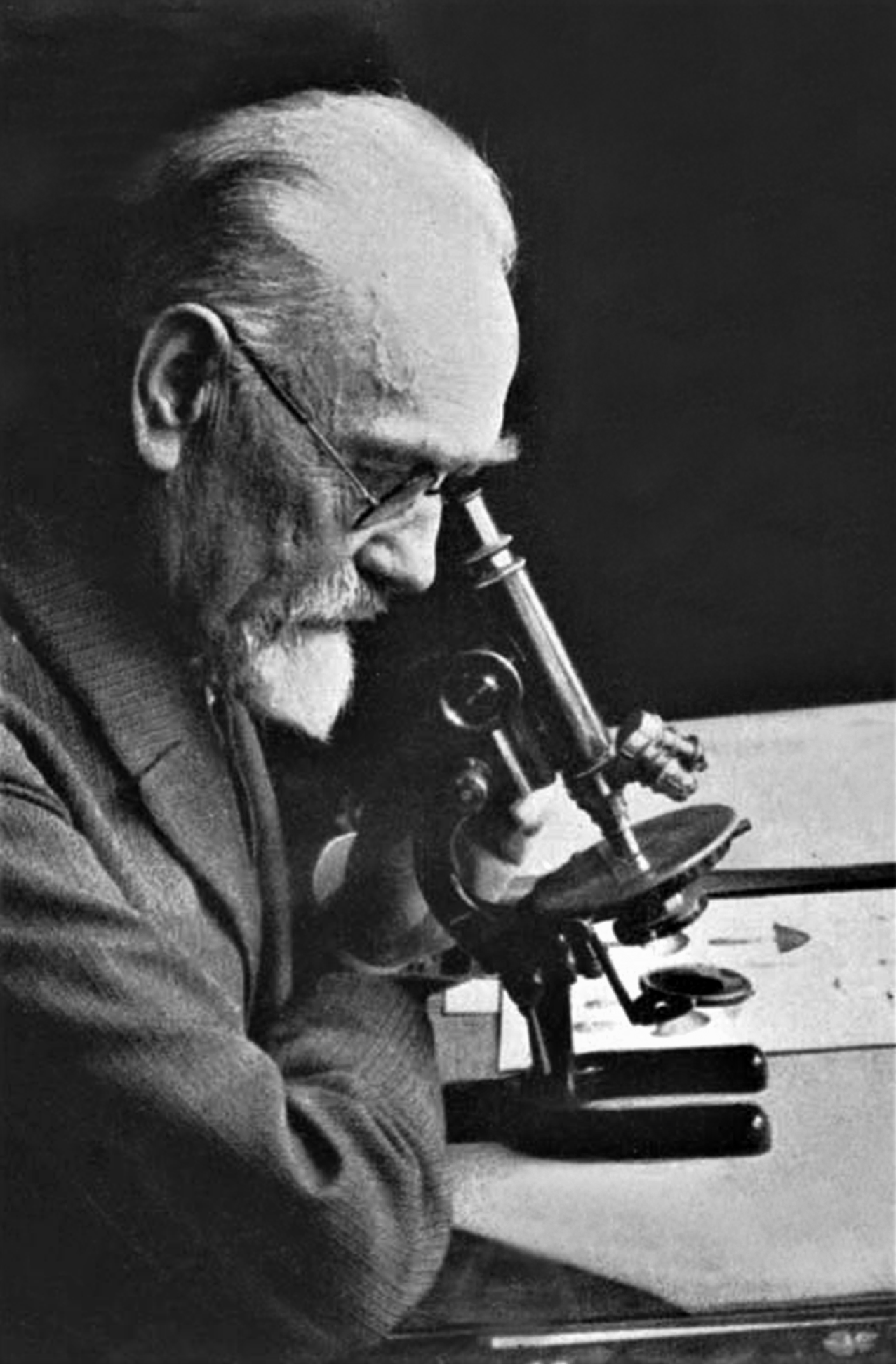
J. E. Lange

Numele binomial, care este și taxonul valabil în prezent (2020) conform de exemplu Mycobank și NCBI,,  a fost determinat drept Lepiota hystrix de micologii danezi Frits Hansen Møller (1887–1962) și Jakob Emanuel Lange în volumul 5 al operei lui Lange Flora Agaricina Danica din 1940.
Index Fungorum atribuie specia genului Echinoderma cu același epitet, referindu-se la publicația micologului francez Marcel Bon în volumul 21 al jurnalului științific Documents Mycologiques din 1991, ce se poate verifica în volumul 90 al jurnalului micologic  Bulletin de la Société Mycologique de France.
Specia a mai fost redenumită de compatriotul lui Lange, Henning Knudsen (n. 1948), ca Cystolepiota hystrix, de verificat în volumul 73 al jurnalului botanic Botanisk Tidsskrift din 1978, un taxon acceptat sinonim, dar nefolosit.
Epitetul este derivat din cuvântul latin (latină hystrix=porc spinos), preluat din cel grecesc antic (greacă veche ὕστριξ, datorită aspectului pălăriei.

## Descriere
Ordinul Agaricales este de diversificare foarte veche (între 178 și 139 milioane de ani), începând din timpul perioadei geologice în Jurasic în diferență de exemplu cu genul Boletus (între 44 și 34 milioane de ani).

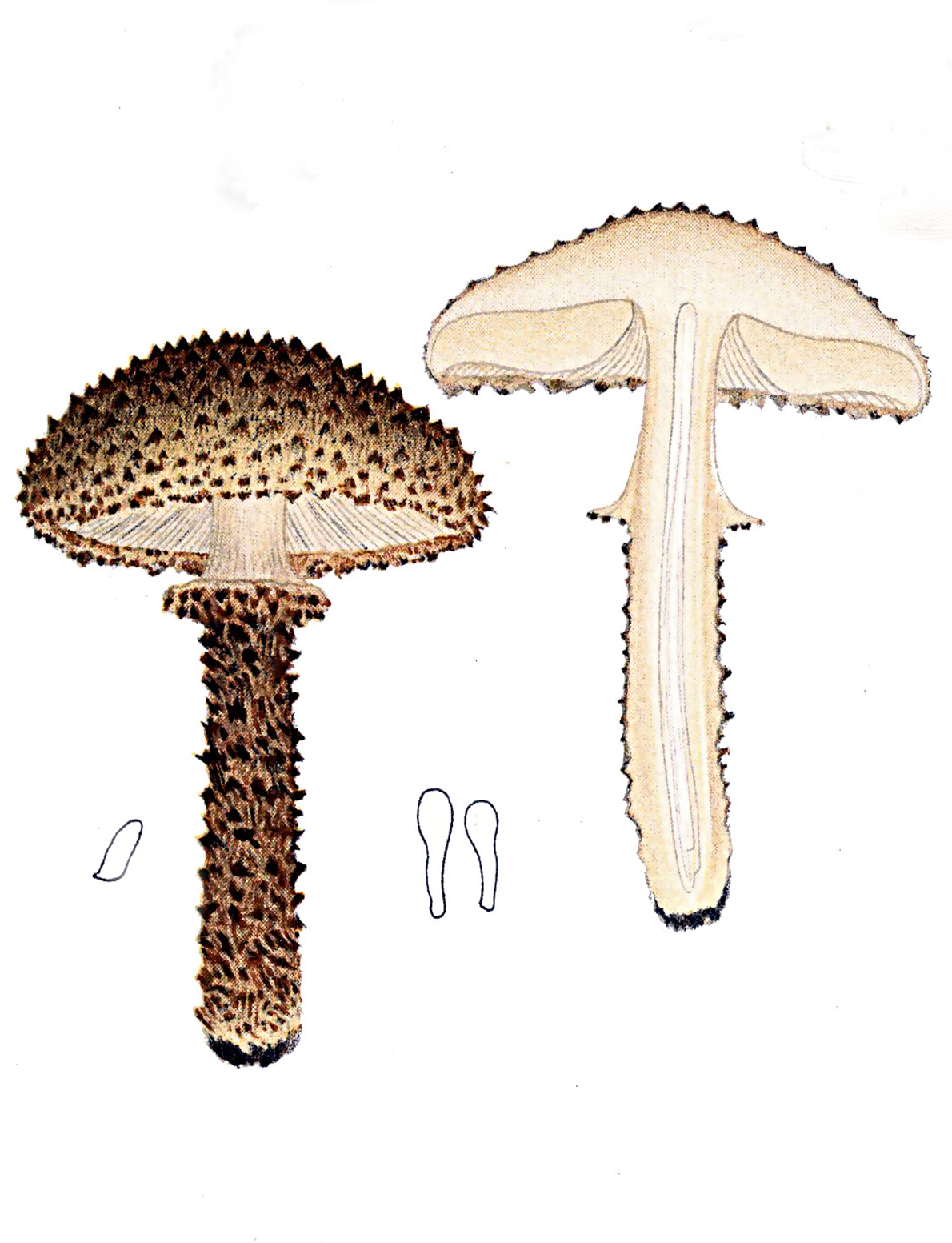
J.E.Lange: Lepiota hystrix

- Pălăria: are un diametru de 3-9 (12,5) cm, este destul de cărnoasă, inițial aproape emisferică, mai târziu convexă cu un gurgui lat și turtit, la bătrânețe aplatizată, ocazional cu rupturi la margine, prezentând acolo resturi crem-albicioase de văl parțial cu un aspect franjurat. Suprafața albicioasă sau crem până deschis maronie este presărată cu negi/ghimpi conici și/sau piramidali destul de mari, dispuși aproape concentric, spre mijloc mai numeroși și concrescuți cu cuticula care nu poate fi îndepărtată de pălărie. Sunt de un colorit brun închis, brun măsliniu sau brun-negricios.
- Lamelele: moderat late și foarte dense, sunt ușor bulboase, parțial bifurcate, cu lameluțe intercalate, neaderate la picior și cu muchii nu rar ondulate, fin dințate, mărginite gri până negricios. Coloritul, la început alb, schimbă cu timpul în crem. În tinerețe, spațiul între pălărie și picior este acoperit de un văl parțial fin și albicios.
- Piciorul: dezvoltă o lungime de 6-10 (12) cm și un diametru de 1-1,5 (2,2)cm, este lung, stabil, fibros, inițial plin, apoi tubular gol pe dinăuntru, baza fiind ceva îngroșată și cu fire miceliare. Prezintă un inel imobil, cărnos, trecător, negricios-solzos pe fund albicios. Pe fata inferioară prezintă picături de gutație brun-negricioase până măsliniu-negricioase. Coaja albicioasă până deschis maronie își păstrează coloritul în partea superioară peste inel (sau zona inelară rămasă), iar spre jos este acoperită cu negi sau solzi negricioși, asemănători celor ai pălăriei.
- Carnea: este destul de fermă, în picior mai fibroasă, albicioasă, cu un miros aromatic, dulcișor-fructuos, de frunze de roșii, după unii chiar de ciuperci, care amintește însă după tăiere slab celui al Lepiota cristata, gustul fiind blând.[3][4]
- Caracteristici microscopice: sporii au o formă cilindric-elipsoidală cu partea adaxială dreaptă sau puțin îndoită, o depresie hilară slabă (mică depresiune în fața apicolului) și un apicul lateral, fiind hialini, (translucizi) slab metacromatici cu o reacție dextrinoidă (reacție în carne, spori și hife cu un colorit brun-roșcat închis până purpuriu), și având o mărime de 5-7 x 2-3, în mediu 6,0  x  2,6 microni. Pulberea lor este albă. Basidiile clavate cu fibule poartă câte 4 sterigme fiecare. Cheilocistidele (cistide de pe muchia lamelor) în formă de măciucă și clar îngroșate la cap, rar septate, cu un pigment intracelular negru-măsliniu, au o mărime de 20-37 x 6-9,5 microni dar pleurocistidele (cistide situate în himenul de pe fețele lamelor) lipsesc. Pileocistidele (elemente sterile de pe suprafața pălăriei) solzilor de 13-35 x 5-25 microni constau din lanțuri cu elemente rotunde până elipsoidale, fiind pigmentate intracelular gri-măsliniu până negru-măsliniu.[4][11]
- Reacții chimice: Nu sunt cunoscute.[3][4]

## Confuzii
Lepiota hystrix poate fi confundată cu alte specii ale genului preponderent otrăvitoare, cum sunt de exemplu: Lepiota aspera (mai mare), Lepiota brunneoincarnata (letală), Lepiota castanea, Lepiota boudieri, Lepiota clypeolaria, Lepiota cristata, Lepiota eriophora (miros aromatic, de ciuperci), Lepiota felina, Lepiota helveola, Lepiota magnispora sau Lepiota ochraceofulva (suspectă, probabil otrăvitoare). Mai rămâne de menționat specia Lepiota perplexa nou descrisă de micologul danez Knudsen în 1981.

## Specii asemănătoare în imagini

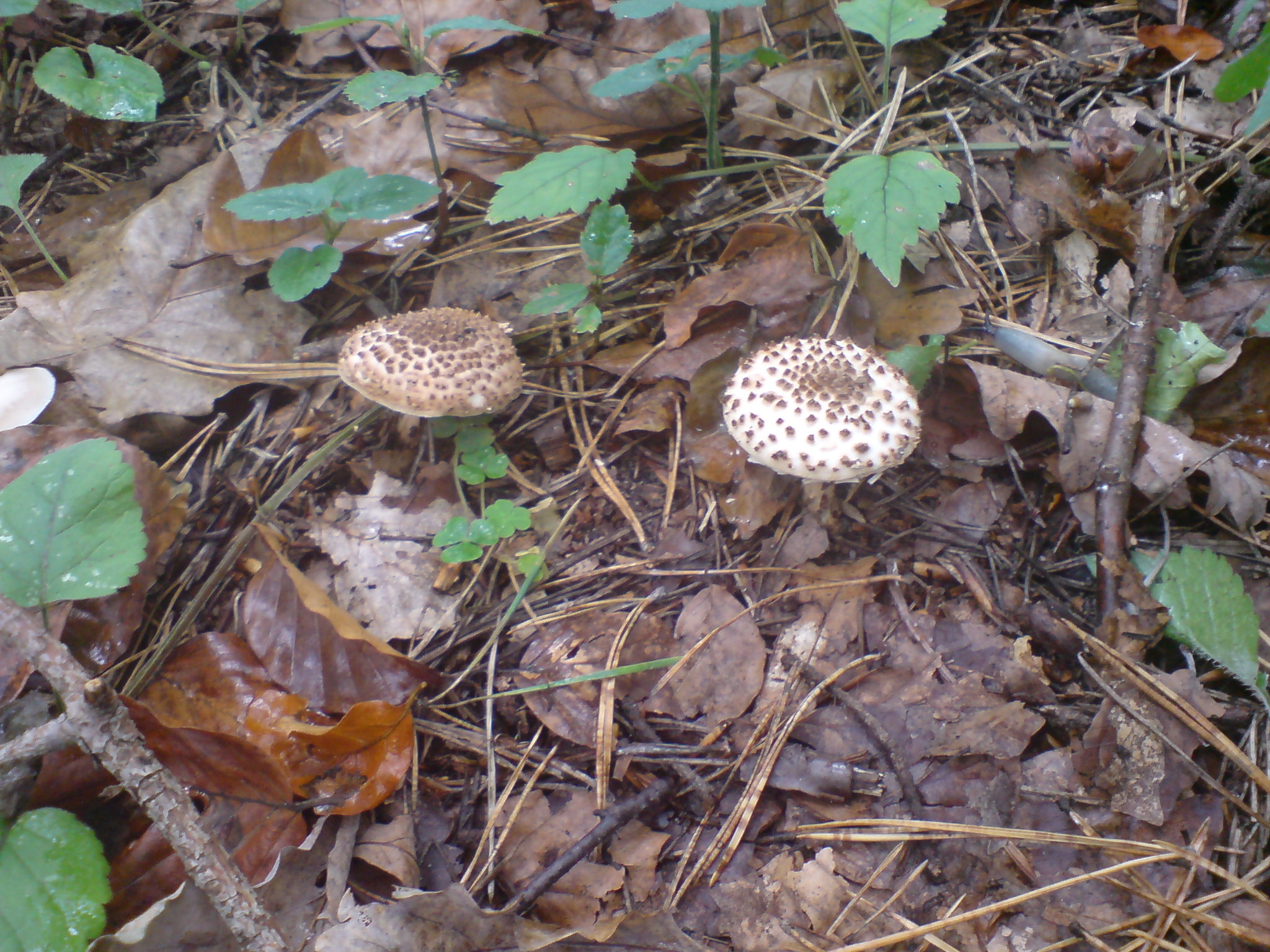
!!Lepiota aspera!!
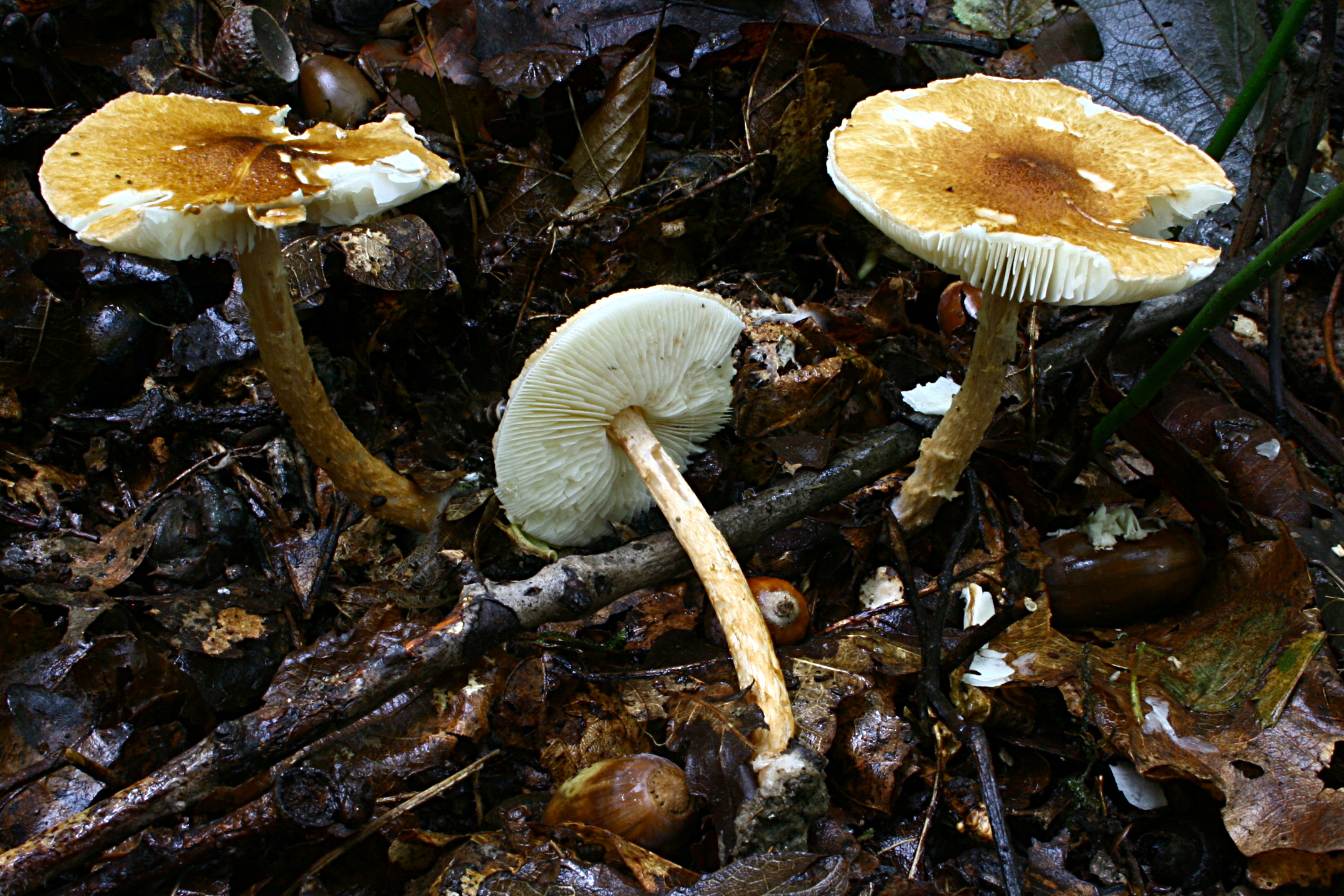
!!Lepiota boudieri!!
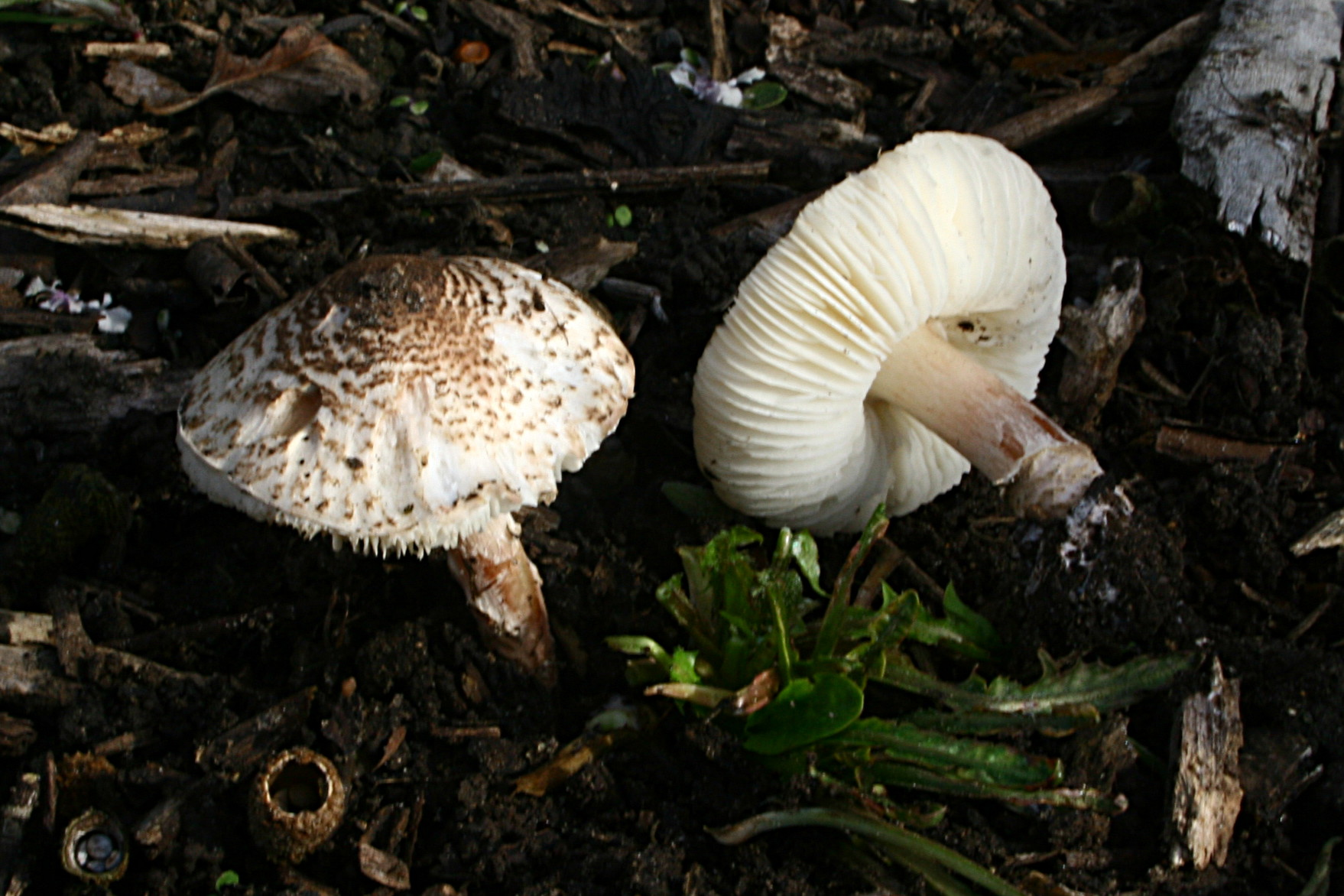
!!!Lepiota brunneoincarnata!!!
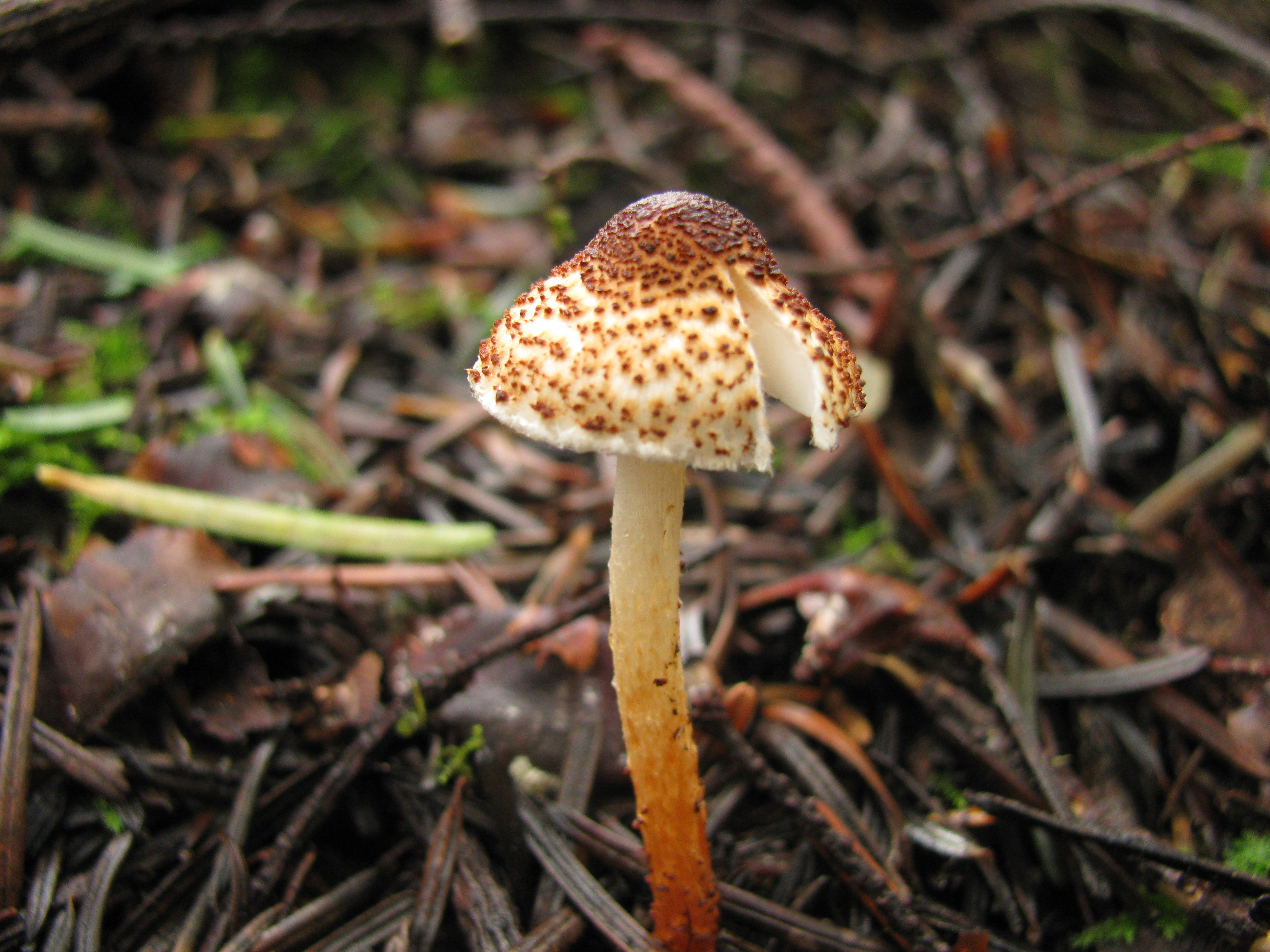
!!Lepiota castanea!!
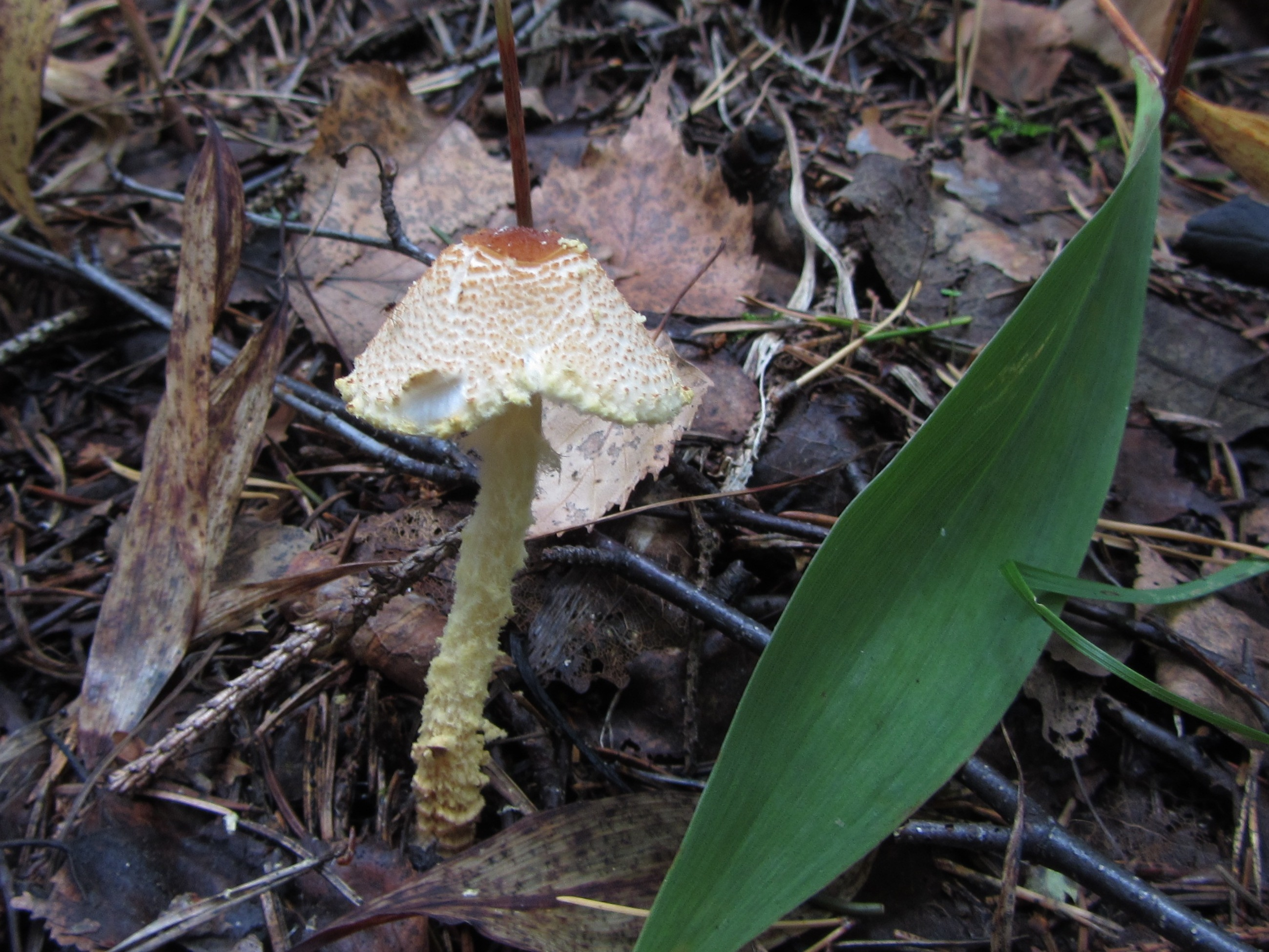
!!Lepiota clypeolaria!!
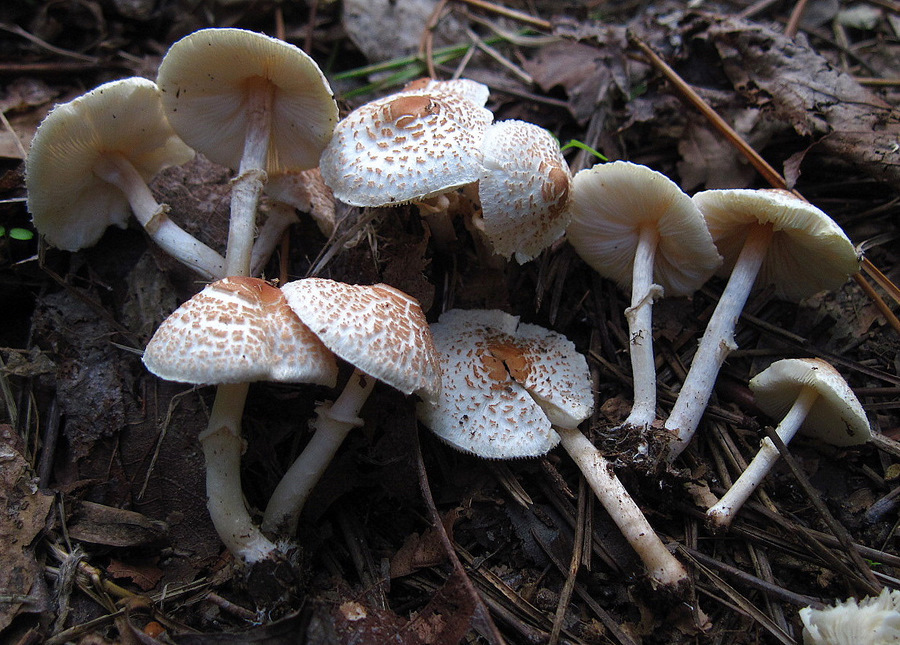
!!Lepiota cristata!!
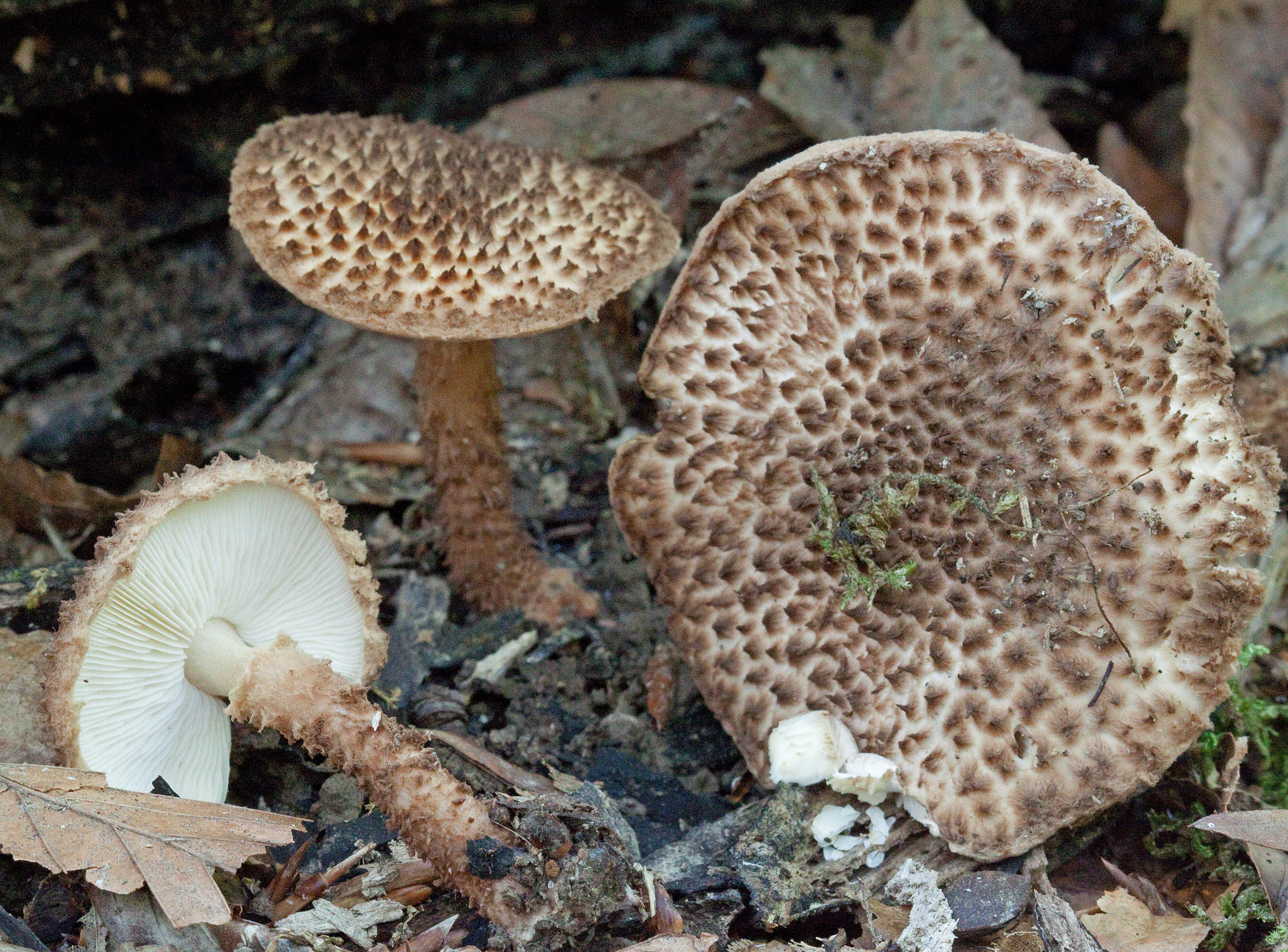
!!Lepiota eriophora!!

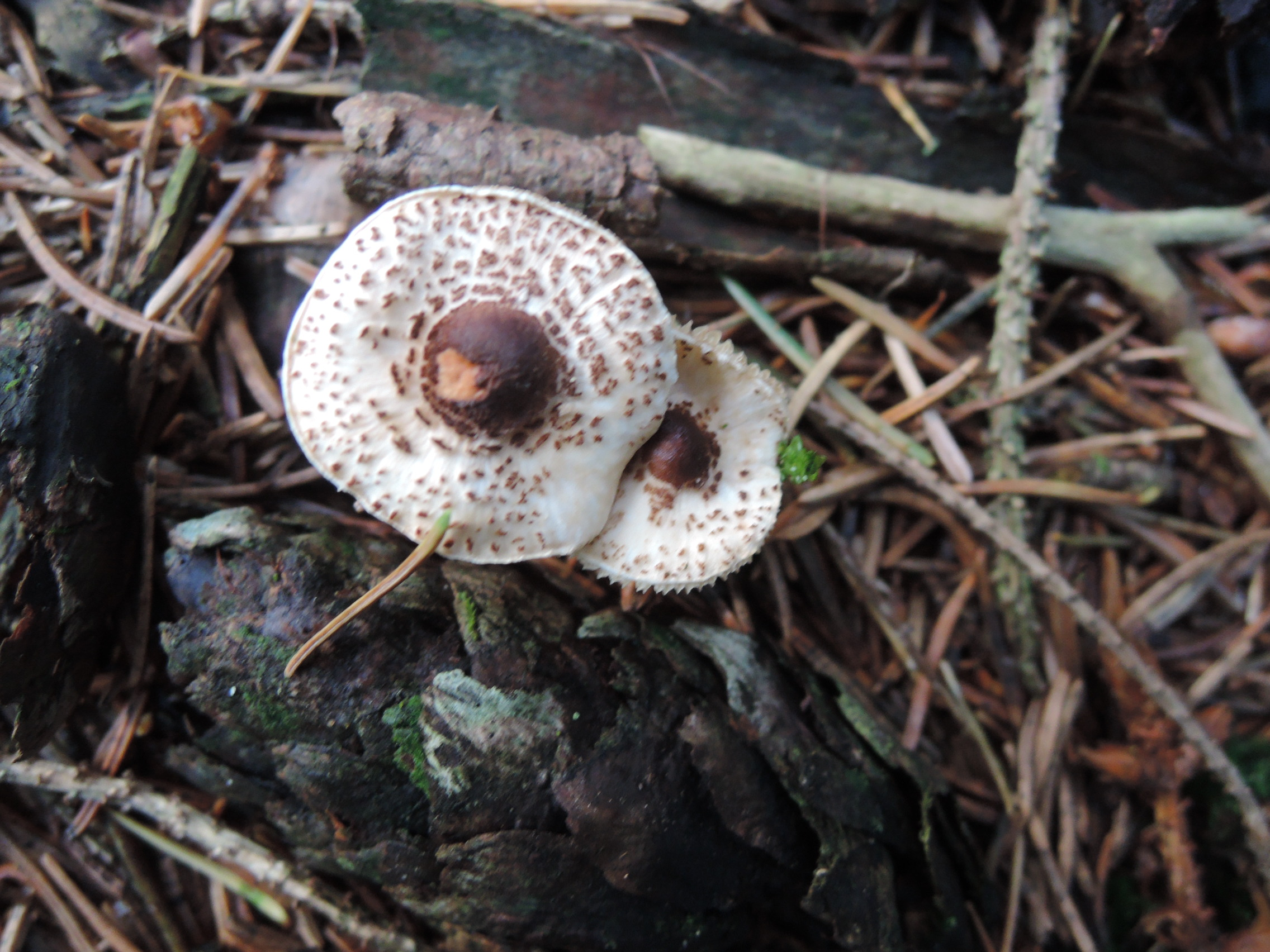
!!Lepiota felina!!
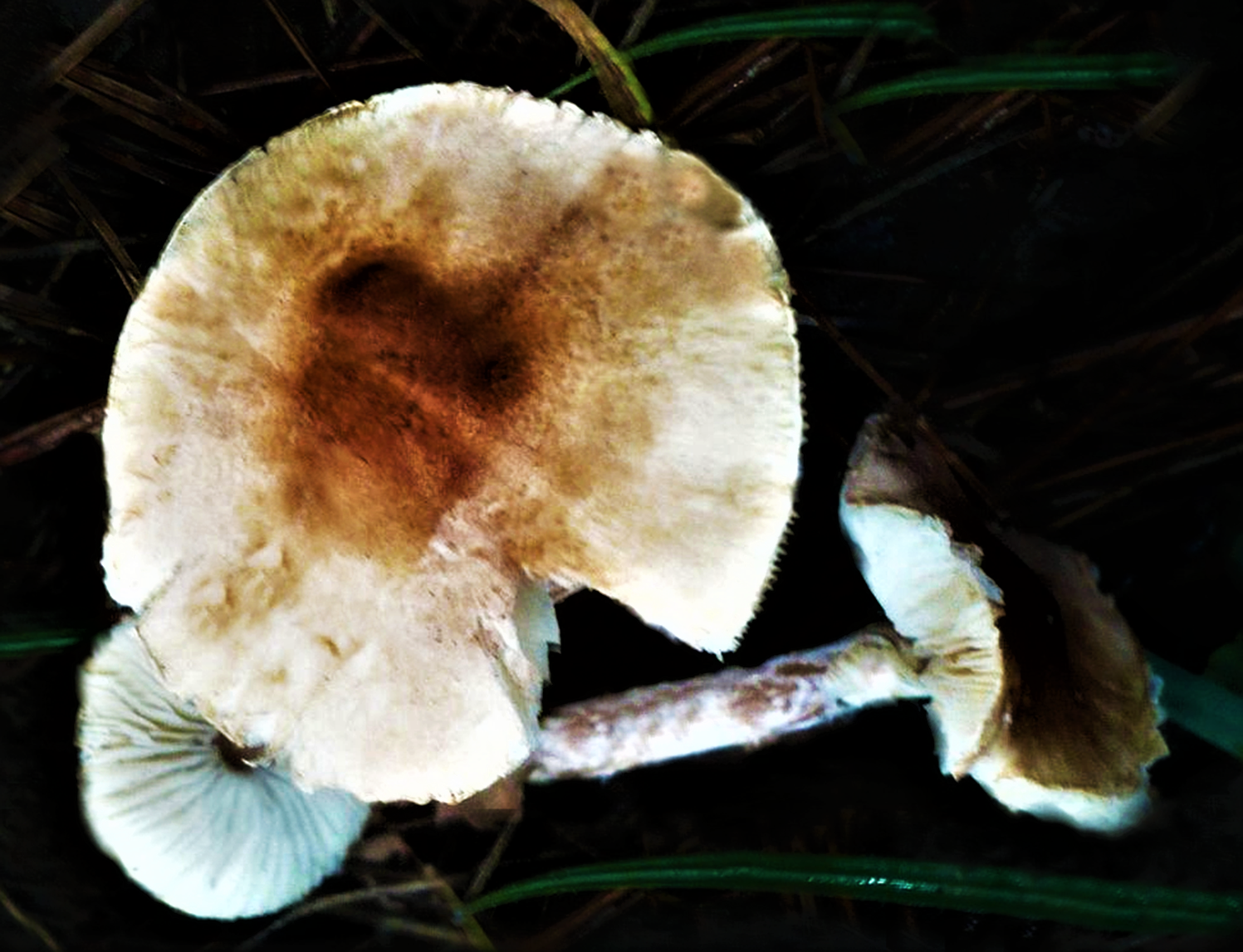
!!!Lepiota helveola!!!
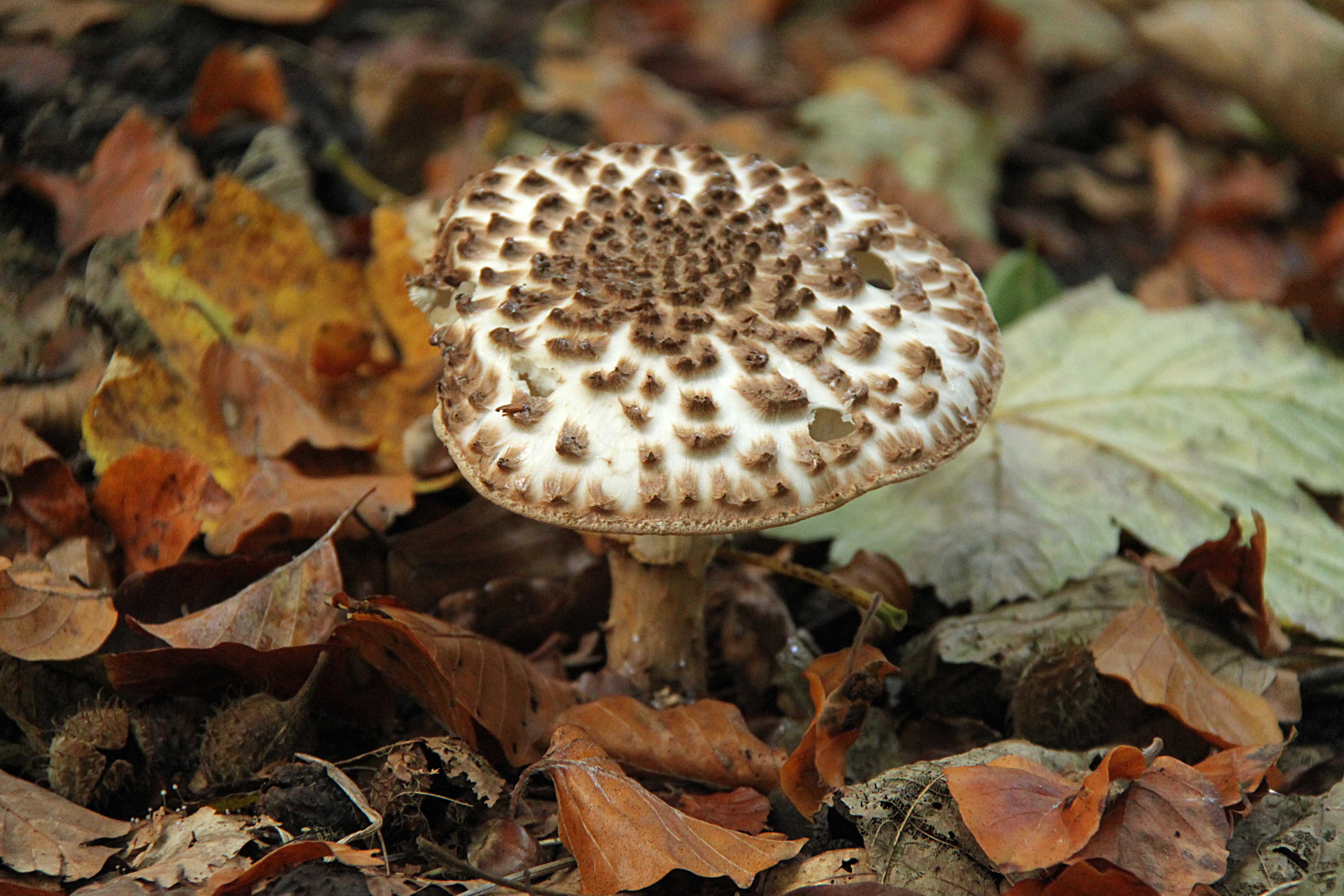
!!Lepiota hystrix!!
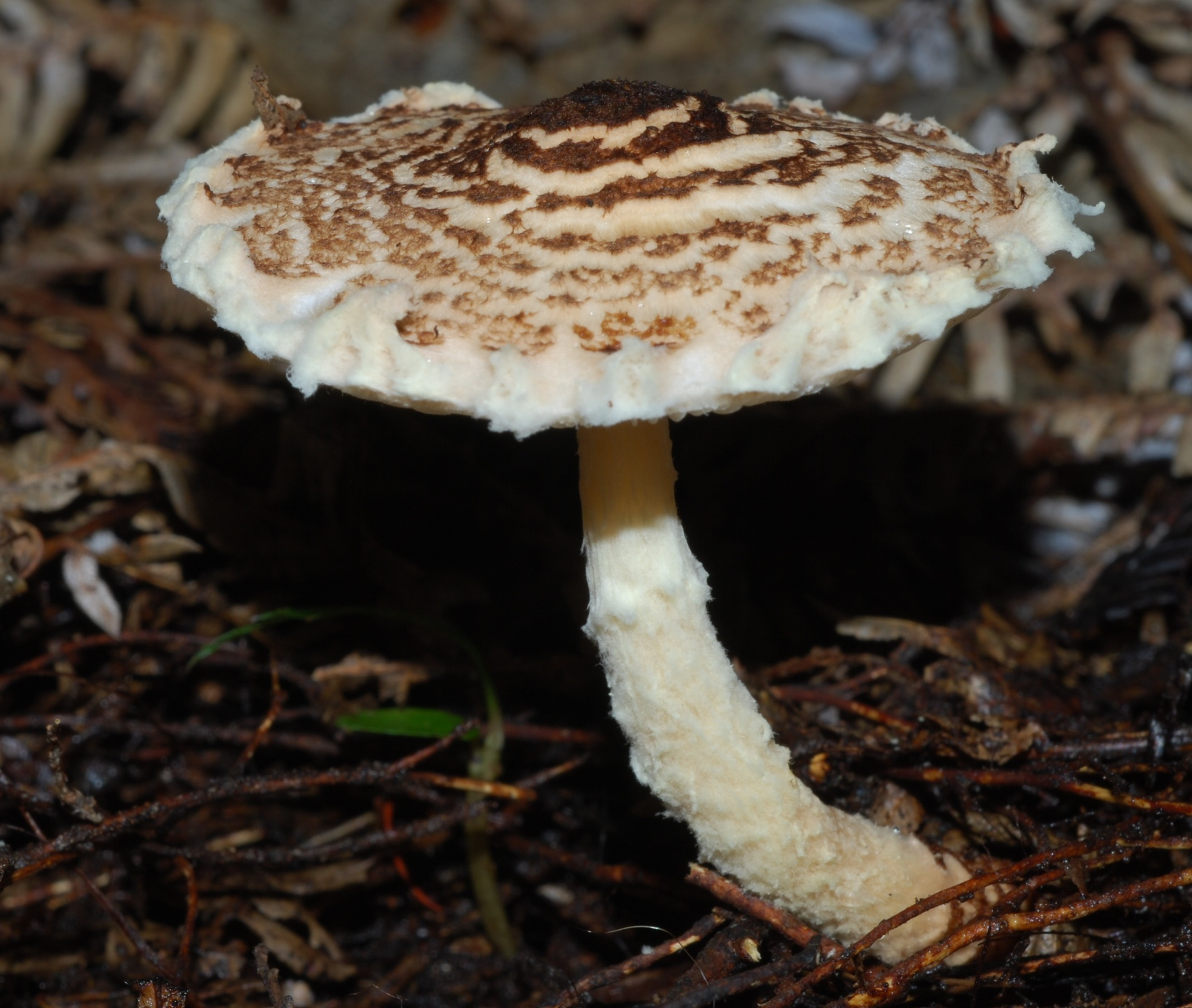
!!Lepiota magnispora!!
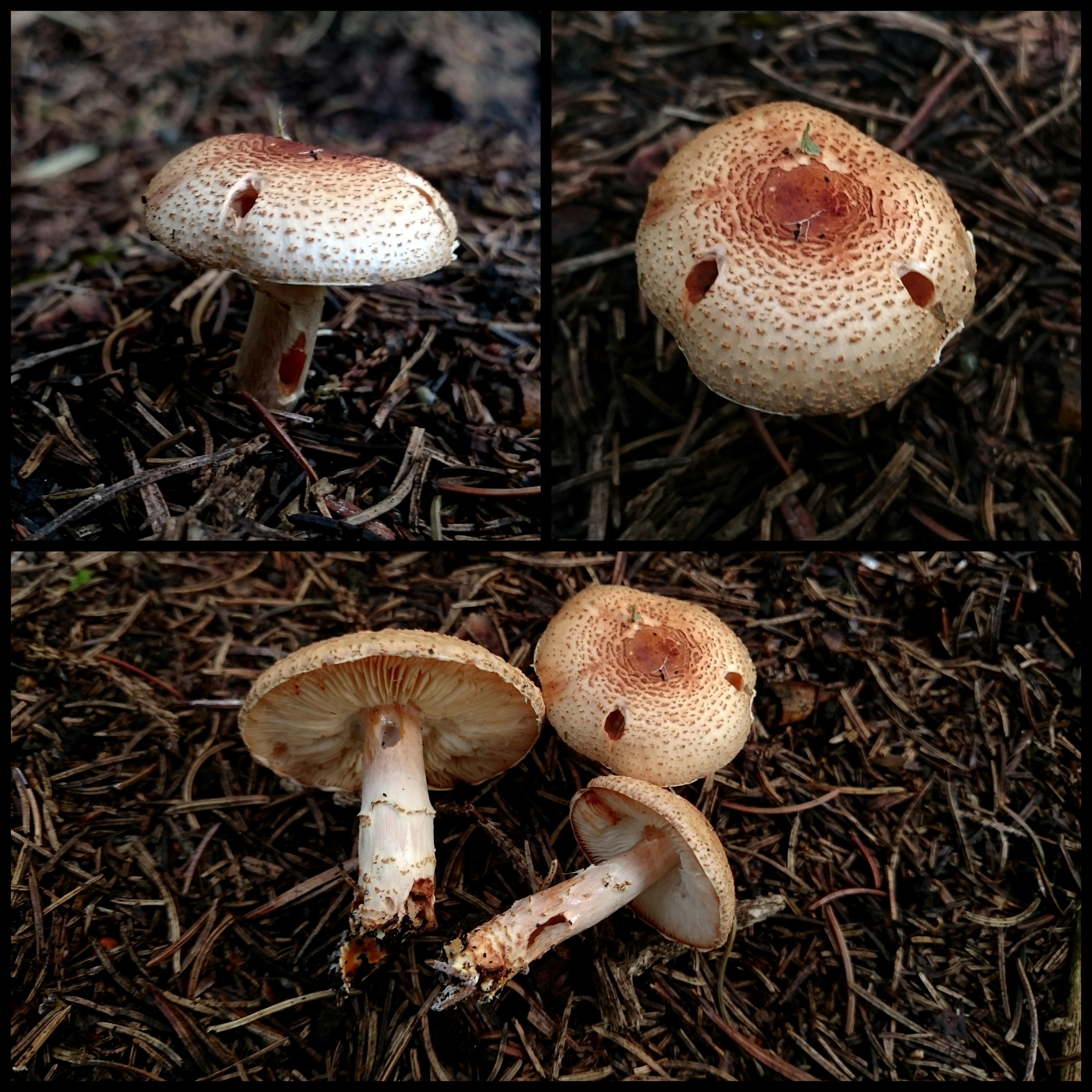
!!Lepiota ochraceofulva 690990]]!!
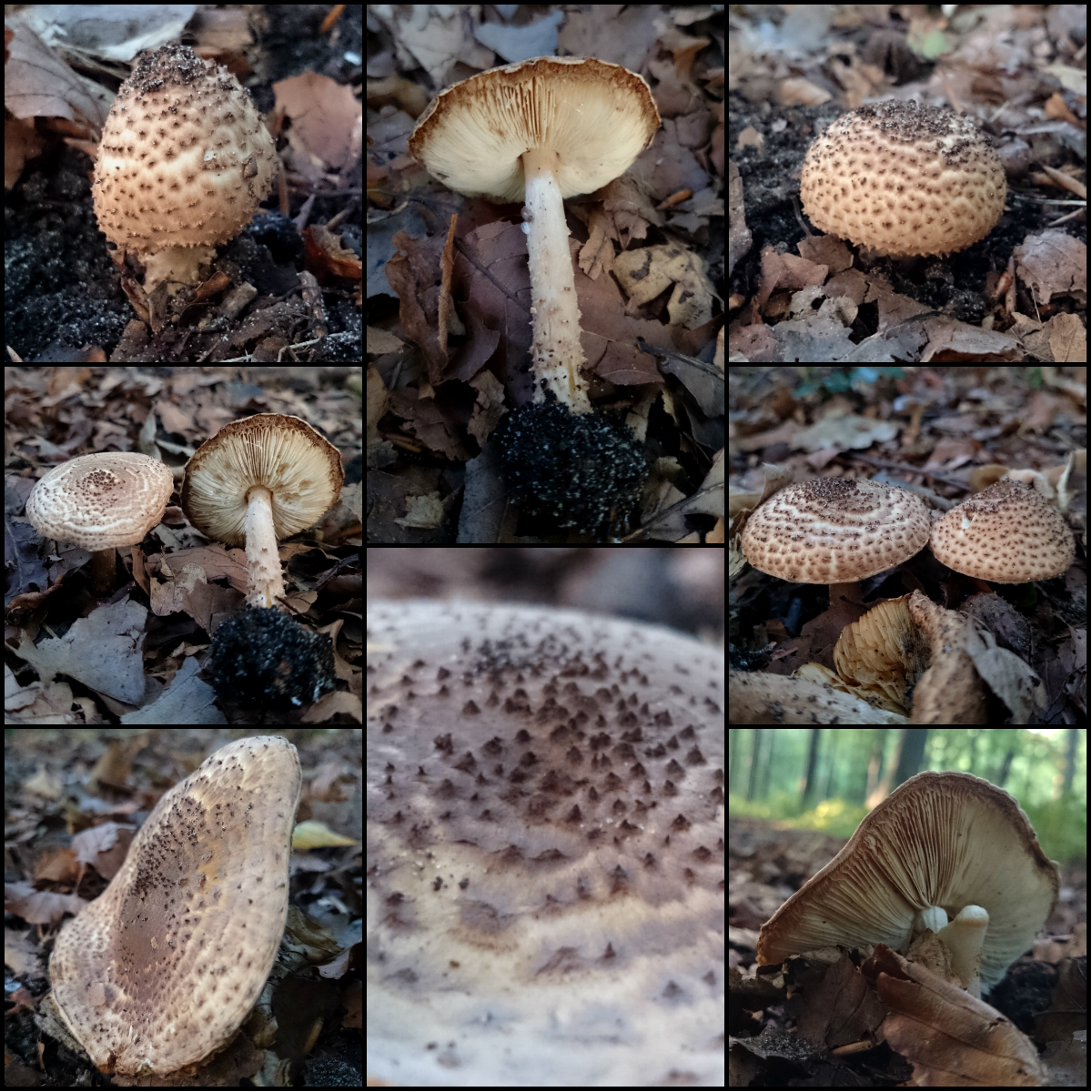
!!Lepiota perplexa!!

## Valorificare
Specia este încă numai puțin analizată. Ar putea fi chiar neotrăvitoare, dar trebuie declarată necomestibilă, o dată din cauza cărnii (pălărie cu o cuticulă plină de negi rezistenți care nu poate fi îndepărtată și a piciorului destul de fibros, și el cu negi precum miros ceva neplăcut după tăiere), pe de alta pricinuită asemănării mari cu soiuri toxice.
Zacharia Kariuki și colaboratori au evidențiat într-o studie potențialul biomasei Lepiota hystrix în bio-sorbția cuprului și a plumbului din soluții apoase. Eficiența ei a fost testată în experimentele de lot și concentrația de ioni metalici a fost analizată folosind spectrometria de absorbție atomică a flăcării. Analiza spectrului FTIR relevă că absorbția ionilor metalici ale acestei ciuperci implică interacțiunea ionilor metalici precum a grupărilor hidroxil, carboxil și carbonil ale biomasei la un pH optim de 4,5–6,0 și o masă sorbentă de 1,5-2,1g pentru Cu și respectiv Pb. Capacitățile de adsorbție s-au dovedit a fi de 3,9 și 8,9 mg/g la un timp de contact de 25–40 min și concentrația inițială de ioni metalici de 300–500 μg/g pentru Pb și, respectiv, Cu. Rezultatul arată că biomasa buretelui are un potențial bun de a fi folosită în îndepărtarea ionilor metalici și poate fi utilizată până la trei cicluri de adsorbție/desorbție, fără a pierde eficiența. Utilizarea în situația vieții reale poate atenua poluarea și crește calitatea apei pentru consum uman și în scopuri sanitare.